# Berlijnse verdediging
De Berlijnse verdediging is in het schaakspel een variant in de Spaanse opening welke is ingedeeld in de open spelen. De opening valt onder de ECO-codes C65-67. De beginzetten zijn:
1. e4 e5
2. Pf3 Pc6
3. Lb5 Pf6

De meest gespeelde zet na 3. ... Pf6 is de korte rokade voor wit, ondanks dat zwart de pion op e4 bedreigt. De Berlijnse verdediging werd veel gespeeld door Emanuel Lasker en later door Vladimir Kramnik.